# Palworld
Palworld là một trò chơi điện tử hành động-phiêu lưu sinh tồn của nhà phát triển Nhật Bản Pocket Pair. Bối cảnh của trò chơi được đặt trong một thế giới mở với các sinh vật được gọi là "Pal". Người chơi có thể chiến đấu và thu phục Pal và sử dụng chúng trong việc xây căn cứ, di chuyển và giao tranh. Palworld có thể chơi một mình, hoặc trực tuyến lên đến 32 người chơi trong một server. Được công bố vào năm 2021, trò chơi mở truy cập sớm cho Windows, Xbox One, và Xbox Series X/S vào tháng 1 năm 2024.
Nội dung cốt lõi hài hước của trò chơi, với súng đạn và những Pal được trang bị súng, đã đem lại biệt danh "Pokémon cầm súng" cho Palworld. Những yếu tố khác, như dùng những sinh vật đặc biệt này làm đồ ăn hay cho chúng làm việc trong mỏ quặng và nhà máy cũng gây được sự chú ý. Trò chơi nhìn chung nhận được phản hồi tốt, với những lời khen dành cho lối chơi, nội dung và cốt lõi châm biếm, nhưng bị chỉ trích bởi sự dựa dẫm vào sự hài hước gây shock cũng như những cơ chế và thiết kế không nguyên bản.
Palworld đã bán được tám triệu đơn vị trong sáu ngày đầu mở truy cập sớm và đạt hơn hai triệu người chơi cùng lúc trên Steam, trở thành trò chơi được chơi nhiều thứ hai ở trên nền tảng.

## Lối chơi
Trong Palworld, người chơi sẽ điều khiển một nhân vật có thể chỉnh sửa từ góc nhìn thứ ba với mục tiêu khám phá Quần đảo Palpagos và tìm ra những bí mật của thế giới mở này Người chơi cần phải quản lý nuhwnxg chỉ số cá nhân, chế tạo công cụ, thu nhặt vật phẩm và xây căn cứ như là những điểm di chuyển nhanh. Những đồ vật ở trong trò chơi như vũ khí, công trình hay đồ trang trí sẽ được mở khóa thông qua hệ thống cây công nghệ.
Quần đảo là nơi sinh sống của hơn 100 sinh vật được gọi là Pal. Người chơi sẽ trực tiếp chiến đấu với chúng để làm suy yếu và thu phục những sinh vật này bằng cách sử dụng "Pal Spheres" (Cầu Pal). Pal cũng có thể được mua từ chợ đen thông qua những nhân vật không phải người chơi hoặc trao đổi với các người chơi khác. Sau khi thu phục được Pal, chúng có thể được gọi ra để chiến đấu, hoặc túc trực ở căn cứ và hỗ trợ những công việc như thu nhặt, xây dựng, nấu ăn, v.v., tùy thuộc vào hệ của chúng. Mỗi Pal có một Partner Skill (kỹ năng đồng hành), cho người chơi khả năng tận dụng chúng làm vũ khí hoặc phương tiện di chuyển.
Trò chơi có nhiều thế lực phản diện, như hội Rayne Syndicate, một phong trào giải phóng Pal, và lực lượng bảo vệ quần đảo, được dẫn đầu bởi những người huấn luyện Pal hùng mạnh sống ở trong những ngọn tháp trải đều trên quần đảo và là các trùm chính của game.